# Angeli perduti
Angeli perduti (堕落天使S, Duòluò tiānshǐP), noto anche col titolo internazionale di Fallen Angels, è un film del 1995 scritto, diretto e prodotto da Wong Kar-wai.
È spesso considerato parte di un dittico che comprende anche il precedente Hong Kong Express (1994), con cui condivide l'ambientazione e l'essere composto da due storie labilmente interconnesse.

## Trama
Un killer professionista è intenzionato a cambiare vita, ma al contempo è intrappolato da un legame ambiguo e irrisolto con la propria socia. Dietro al rapporto professionale si nasconde infatti un legame sentimentale tormentato che si nutre di piccoli indizi e di una musica struggente. Adescato ma non sedotto da una ragazza bionda in cerca di identità, non riuscirà a svincolarsi in tempo.
Un ragazzo muto (per una scatola di ananas scaduto, con una citazione evidente a Hong Kong Express) e senza lavoro, che gira la città in moto, si guadagna da vivere occupando temporaneamente negozi in orario di chiusura. La sua muta caparbietà gli permette di avvicinarsi a Charlie, una ragazza in cerca di un appoggio affettivo.
Le due vite si svolgono fianco a fianco, ma quasi senza interazione.

## Produzione
Il film era stato originariamente concepito come terza storia del polifonico intreccio del precedente film del regista, Hong Kong Express (1994), venendo poi scartato in fase di sviluppo per non complicare troppo il progetto. Successivamente, Wong decise di recuperarlo come soggetto autonomo, sviluppandone ulteriormente la storia.
Le riprese del film si sono tenute ad Hong Kong nella prima metà del 1995. Il direttore della fotografia del film Christopher Doyle ha dovuto abbandonare le riprese in aprile per girare Le tentazioni della luna di Chen Kaige; Wong aveva continuato con un altro direttore della fotografia, trovandosi però insoddisfatto dal risultato e finendo per girare nuovamente la maggior parte delle scene dopo il ritorno di Doyle. Wong e Doyle hanno girato il film quasi interamente con obiettivi grandangolari, così da dare allo spettatore «la sensazione di vedere i personaggi da lontano anche se si è molto vicini a loro».
Chan Man-lei, interprete del padre di He Zhiwu, era nella realtà un amministratore delle Chungking Mansions, impiego che ricopre anche il suo personaggio nel film.

## Colonna sonora
La colonna sonora è stata composta da Frankie Chan; nel film vengono utilizzati diversi brani non originali, tra cui una cover di Forget Him di Teresa Teng cantata da Shirley Kwan, Speak My Language di Laurie Anderson e Sīmù de rén di Chyi Chin. Durante gli assassinii compiuti da Wong Chi-ming vengono utilizzati dei riarrangiamenti di Because I'm Cool, del musicista malgascio Nogabe Randriaharimalala, a sua volta campionatura di Karmacoma dei Massive Attack.
Il finale e i titoli di coda sono accompagnati dalla cover dei Flying Pickets di Only You.

## Distribuzione
Il film è stato distribuito nelle sale cinematografiche di Hong Kong da Golden Harvest a partire dal 21 settembre 1995.
In Italia, il film è stato presentato in anteprima al Bergamo Film Meeting il 23 marzo 1996. È stato poi distribuito nelle sale cinematografiche italiane dalla Columbia TriStar Films Italia a partire dal 7 maggio dello stesso anno.

### Edizione italiana
L'edizione home video italiana del film è stata pubblicata da BiM Distribuzione il 24 settembre 2003. Essa si caratterizza per una rititolazione (talvolta errata) di didascalie e titoli di coda, oltre che per la sostituzione di Only You cantata dai The Flying Pickets, con Things In Life di Dennis Brown come sottofondo musicale del finale.

## Accoglienza

### Incassi
Il film ha incassato 7,5 milioni di dollari locali al botteghino di Hong Kong.

## Riconoscimenti
- 1995 – Golden Horse Film Festival[12]
  - Miglior scenografia a William Chang
  - Miglior montaggio a William Chang e Wong Ming-lam
  - Candidatura per la miglior fotografia a Christopher Doyle
  - Candidatura per la miglior colonna sonora originale a Frankie Chan
- 1996 – Hong Kong Film Awards[13]
  - Miglior attrice non protagonista a Karen Mok
  - Miglior fotografia a Christopher Doyle
  - Miglior colonna sonora originale a Frankie Chan
  - Candidatura per il miglior film
  - Candidatura per il miglior regista a Wong Kar-wai
  - Candidatura per il miglior attore esordiente a Chan Man-lei
  - Candidatura per la miglior sceneggiatura a Wong Kar-wai
  - Candidatura per la miglior montaggio a William Chang e Wong Ming-lam
  - Candidatura per la miglior scenografia a William Chang
  - Candidatura per il miglior trucco e costumi a William Chang